# أسامة السيد
أسامة عبد المحسن السيد (10 مارس 1957 - 31 أكتوبر 2022)، هو طاهٍ مشهور مصري، مُستشار تغذية ومؤلف ومقدم برامج تلفزيونية، ونائب رئيس جمعية الشيفات المصريين، كان يعد أحد أشهر الطهاة في العالم العربي، قام بتقديم برنامج بالهنا والشفا عام 1991 على قنوات إم بي سي و ANA الأمريكية والذي يعد أول برنامج طبخ يقدم على الفضائيات العربية، ثم قدم برامج أخرى منها «مطبخ سي السيد» عام 2002 على قناة دريم المصرية، ثم برنامج «مع أسامة أطيب» عام 2004 على تلفزيون دبي، وفي عام 2015 بدأ في تقديم برنامج «من مطبخ أسامة» على قناة سي بي سي سفرة.
سافر إلى الولايات المتحدة الأمريكية عام 1980 وبدأ العديد من المناصب حيث عمل رئيساُ للطهاة في مطعم "SerbianCrown" الشهير بواشنطون العاصمة، ثم تدرج ليصبح رئيسًا للطهاة ومسئولًا عن المطبخ عام 1983 في شركة "Braun’s Fine Caterers" أحد أهم شركات الحفلات في واشنطون وهي الشركة المسئولة عن تحضير وإعداد الحفلات الخاصة للبيت الأبيض ووزارة الخارجية الأمريكية وغيرها، ولاحقاً صار مسئول عن إعداد مأدب على شرف الرئيس الأمريكي ونائبه.
في عام 1986 شارك في تأسيس شركة Hyatt Management Group والتي كانت تدير عدة مطاعم وشركات متخصصة في الحفلات بأمريكا، وأسس مؤسسة السيج عام 1988 المتخصصة في إنتاج برامج وكتب الطهي في مختلف دول العالم.
حصل أسامة السيد على درجة C.E.C (طاهٍ تنفيذي معتمد) من الاتحاد الأمريكي للطهاة، وعمل أيضاً كمستشار للعديد من الشركات العالمية ومنها براون وكينوود المحدودة وبيبسي وغيرها، كما حصل على العديد من الجوائز والشهادات والتراخيص العالمية في مجال الطهي، ولديه 3 مؤلفات أبرزها «بالهنا والشفا» عام 2001 والذي لاقى رواجاً كبيراً وصدر في 7 طبعات.
في 31 أكتوبر 2022 توفي أسامة السيد بعد صراع مع المرض.

## نشأته وحياته
ولد في القاهرة، وكانت بداية شغفه واهتمامه بفنون الطهي من الصغر والذي اختاره كمسيرة مهنية، والتحق بمعهد الفنادق بالقاهرة وتخرج عام 1979، وتدرب مباشرةً بعد التخرج بفندق النيل هيلتون رمسيس الشهير، ثم سافر إلى الولايات المتحدة عام 1980 ليبدأ انطلاقته في عالم الطبخ.

## حياته العملية
في عام 1981 تدرج في المناصب وصار رئيساُ للطهاة في مطعم "SerbianCrown" وهو أحد أرقي المطاعم الفرنسية/الصربية بالعاصمة الأمريكية واشنطن، وفي عام 1983 أصبح رئيسًا للطهاة ومسئولًا عن المطبخ في واحدة من أهم شركات الحفلات "Braun’s Fine Caterers" وهي الشركة المسئولة عن تحضير وإعداد الحفلات الخاصة للبيت الأبيض ووزارة الخارجية الأمريكية وغيرها.
شارك في تأسيس شركة "Hyatt Management Group" عام 1986 والتي كانت تدير عدة مطاعم وشركات متخصصة في الحفلات بأمريكا، ثم في نهاية الثمانيات بدأ عمله مع شركة “Martin’s Incorporated” وهي أحد أكبر شركات الحفلات الخاصة وتنسيق قوائم الطعام بأمريكا ووصل إلى منصب رئيس الشركة والمسئول عن كل ما يتعلق بالطهي والتدريب.
اهتم أيضاً أسامة السيد بالدراسة حيث درس فن الطهي الفرنسي الكلاسيكي وفن التجميل بالسكر والشيكولاتة والثلج وغيرها من فنون تجميل الطعام في L’Academie de Cuisine بولاية ميريلاندعام 1982، كما قام بدراسة متخصصة في علم التغذية من جامعة كورنيل الأمريكية عام 1988.

### عمله كمستشار ومتحدث
عام 1997 استضافته شركة براون الألمانية كمتحدث رسمي لمنتجاتها، كما اختير متحدثًا رسميًا لشركة “Kenwood” الإنجليزية في مهرجان كولن بألمانيا عام 1995، وفي عام 2006 تم اختياره مستشارًا لشركة بيبسي العالمية، وكذلك شركة “Arla Foods” أكبر مُصنّع لمنتجات الألبان في الدول الاسكندنافية.

### البرامج التلفزيونية
بدأت رحلة أسامة السيد في المجال الإعلامي عندما أسس “مؤسسة السيج” عام 1988 وهي شركة متخصصة في إنتاج برامج الطهي المصورة والمسموعة وطباعة الكتب المعنية بفنون الطهي وتقديم أفضل الاستشارات الغذائية في صناعتي الطعام والفندقة في مختلف دول العالم.
وقد كانت بداية البرامج الإذاعية من خلال إذاعة صوت أمريكا عام 1992، ثم الشبكة العربية الأمريكية وإذاعة الشرق الأوسط المصرية، كما قام السيد بإعداد وتقديم برامج إذاعية في فنون الطهي والتغذية باللغتين العربية والإنجليزية بُثت في مناطق متفرقة من الولايات المتحدة وكندا.
قام بإنتاج وإعداد وتقديم برنامجه التليفزيوني الأول “بالهنا والشفا” عام 1991 والذي قام بتسجيل حلقاته التي تزيد عن ألف وخمسمائة حلقة في الولايات المتحدة الأمريكية وأذيعت على شاشة قناة إم بي سي الفضائية و ANA الأمريكية، والذي كان أول برنامج طهي على الفضائيات العربية وحقق نجاح باهر على مدار عدة سنوات.
ثم أطلق برنامجه الثاني “مطبخ سي السيد” عام 2002 والذي أذيع على شاشة قناة دريم المصرية مع بداية انطلاقها، ثم قام بإطلاق برنامج “مع أسامة أطيب” لأول مرة عام 2004 والذي عرض على شاشة تليفزيون دبي واستمر على مدار تسع سنوات.
وفي عام 2015 أطلق برنامجه الحالي “من مطبخ أسامة” على قناة سي بي سي سفرة عام 2015 وهي أول قناة مصرية متخصصة في برامج وفنون الطهي المتنوعة.

### نشاطات أخرى
اختير السيد ليكون رئيساً ومشرفاً على مسابقة الطهي العالمية ببطولة دبي في الضيافة عام 2014، وهي مسابقة تضم أكبر طهاة العالم المحترفين.

## الشهادات والجوائز
حصل على الترخيص والصلاحية ليكون رئيس طهاة تنفيذي C.E.C من الاتحاد الأمريكي للطهاة واختصاره ACF وأصبح المسئول عن إصدار وتوثيق الشهادات الخاصة بالهيئة في فرعها بولاية واشنطن.
حصل على العضوية في “Epicurean Club of Washington” وكذلك في الجمعية العالمية لمتخصصي فن الطهي “International Association of Culinary Professionals” IACPو “Emirates Culinary Guild”.
حصل على العضوية الشرفية في “World Gourmet Club” في مهرجان “Grand Summit Gourmet”عام 2006.
كما حصد العديد من الجوائز لمشاركاته في مهرجانات الطهي أبرزها حصوله على الجائزة الأولى في مسابقة “Culinary Salon” بواشنطن عام 1997.

## مؤلفات
قام بنشر كتابه الأول “بالهنا والشفا” عام 2001 والذي لاقى رواجًا كبيرًا وصدر في سبع طبعات، كما أصدر مجموعة من شرائط الفيديو بنفس الاسم.
ثم قام بنشر كتابه الثاني “مع أسامة أطيب” عام 2007 والذي صدر في ثلاث طبعات واتخذ نفس اسم برنامجه التليفزيوني، وبعدها قام بإصدار كتاب متخصص تحت اسم “الحلويات الشرقية مع أسامة السيد” الذي تضمن وصفات الحلويات الشرقية بكافة أشكالها وأنواعها وضم الكتاب عددًا كبير من الوصفات باللغتين العربية والإنجليزية.

## الحياة الاجتماعية
متزوج وله ثلاثة أولاد: آدم وعمر وسارة.

## وفاته
ترددت شائعات حول تدهور حالته الصحية نتيجة اختفاءه لفترة طويلة، وبعدها نشر السيد على صفحته الرسمية في سبتمبر 2022 منشوراً يطلب من متابعيه الدعاء له قائلاً «أحبائي رجائي أن تتذكروني في يوم أنا أمسّ الحاجة فيه لدعائكم وأنا بين يدي الرحمن.»، وفي 31 أكتوبر 2022 أعلنت صفحته الرسمية عن وفاته عن عمر ناهز الخامسة والستين.

## روابط خارجية
- الموقع الرسمي